# Trisetaria loeflingiana
Trisetaria loeflingiana är en gräsart som först beskrevs av Carl von Linné, och fick sitt nu gällande namn av Elena Paunero. Trisetaria loeflingiana ingår i släktet Trisetaria och familjen gräs. Inga underarter finns listade i Catalogue of Life.